# 고령 곽촌리 미륵불상
고령 곽촌리 미륵불상은 경상북도 고령군 다산면 곽촌리에 있는 미륵불상이다. 2012년 8월 1일 고령군의 향토문화유산 제3호로 지정되었다.

## 지정 사유
미륵불상은 미완성 불상으로 전방 멀리로 낙동강과 사문진나루터가 조망되며, 사문진나루를 건너는 사람들의 안전을 지켜주는 수호신의 역할을 했을 것으로 여겨진다. 특히, 이 지역의 불교관 내지는 민간신앙을 연구하는 좋은 자료가 될 것이다.